# Phyllanthus kerrii
Phyllanthus kerrii är en emblikaväxtart som beskrevs av Airy Shaw. Phyllanthus kerrii ingår i släktet Phyllanthus och familjen emblikaväxter. Inga underarter finns listade i Catalogue of Life.